# Solidarité Paysans
Solidarité Paysans est un réseau associatif français créé en 1992. Organisé à l'échelle départementale, régionale et nationale, il soutient les paysans qui connaissent des difficultés.

## Histoire
L'association est créée en 1992,. 
En 2019, l'acteur Guillaume Canet promeut l'association.
En 2022, le réseau compte 35 associations actives sur 64 départements métropolitains. L'association est présidée en 2024 par Marie-André Besson, ancienne adhérente à la Fédération départementale des syndicats d’exploitants agricoles (FDSEA) qui a rompu avec le syndicalisme faute de réussir à changer le modèle de l'intérieur.

## Activité
Le travail de l'association, qui comprend quelques salariés, repose essentiellement sur l'implication de bénévoles, qui sont souvent des paysans en retraite,,. L'association compte, en 2016, 76 salariés et environ mille bénévoles. Elle accompagne gratuitement, en 2022, environ 3 000 paysans en grandes difficultés,.
Les membres de l'association interviennent en binôme auprès des paysans qui les sollicitent, souvent pour des problèmes financiers. L'accompagnement peut s'étendre dans le temps, jusqu'à une dizaine d'années. Il consiste à conseiller et soutenir le professionnel, y compris auprès de la mutualité sociale agricole, des tribunaux, et de toute structure, mais sans « prendre de décision à leur place »,.